# Challenger de Bucaramanga 2016
El torneo Claro Open Bucaramanga 2016 fue un torneo profesional de tenis. Pertenece al ATP Challenger Series 2016. Se disputó su 8.ª edición sobre superficie tierra batida, en Bucaramanga, Colombia entre el 25 y el 31 de enero de 2016.

## Jugadores participantes del cuadro de individuales
| Favorito | País                               | Jugador             | Rank1 | Posición en el torneo |
| -------- | ---------------------------------- | ------------------- | ----- | --------------------- |
| 1        | Bandera de la República Dominicana | Víctor Estrella     | 55    | Cuartos de final      |
| 2        | Bandera de Italia                  | Paolo Lorenzi       | 57    | FINAL                 |
| 3        | Bandera de Argentina               | Facundo Bagnis      | 109   | Primera ronda         |
| 4        | Bandera de España                  | Albert Montañés     | 115   | Primera ronda         |
| 5        | Bandera de Brasil                  | Rogério Dutra Silva | 116   | Primera ronda         |
| 6        | Bandera de Colombia                | Alejandro Falla     | 119   | Primera ronda         |
| 7        | Bandera de Argentina               | Horacio Zeballos    | 126   | Semifinales           |
| 8        | Bandera de Portugal                | Gastão Elias        | 135   | Cuartos de final      |

- 1 Se ha tomado en cuenta el ranking del 18 de enero de 2016.

### Otros participantes
Los siguientes jugadores recibieron una invitación (wild card), por lo tanto ingresan directamente al cuadro principal (WC):
- Nicolás Barrientos
- Alejandro Falla
- Eduardo Struvay
- Tommy Paul

Los siguientes jugadores ingresan al cuadro principal tras disputar el cuadro clasificatorio (Q):
- Maximiliano Estévez
- Daniel Elahi Galán
- José Hernández
- Nicolás Jarry

## Campeones

### Individual Masculino
- Gerald Melzer derrotó en la final a  Paolo Lorenzi, 6–3, 6–1

### Dobles Masculino
- Julio Peralta /  Horacio Zeballos derrotaron en la final a  Sergio Galdós /  Luis David Martínez, 6–2, 6–2